# Agnieszka Radwańska
Agnieszka Roma Radwańska (født 6. marts 1989 i Kraków, Polen) er en tidligere professionel tennisspiller fra Polen.
Hun blev i juli 2012 tabende finalist i Wimbledon finalen, mod Serena Williams